# Diözese Guildford

Wappen

Die Diözese Guildford ist eine Diözese der Church of England in der Province of Canterbury. Ihr Sitz ist die Kathedrale von Guildford in der Stadt Guildford. Diözesanbischof ist seit 2014 Andrew Watson.

## Gebiet
Das Gebiet der Diözese umfasst  Surrey (ohne Tundridge, Spelthorne und einen Teil von East Hampshire).
Ein Suffraganbischof hat seinen Sitz in Dorking.

## Geschichte
Bereits der Suffragan Bishops Act 1534 (26 Hen 8 c 14) benannte Guilford als Sitz eine Suffraganbischofs. Suffraganbischöfe von Guildford gab es de facto aber erst ab dem Jahr 1874. Die Diözese Guildford wurde im Jahr 1927 neugeschaffen. Es wurde am 1. Mai 1927 aus Teilen der Diözese Winchester gebildet. Mit dem Bau der Kathedrale wurde jedoch erst im Jahr 1936 begonnen. Im Jahr 1961 konnte die Kirche geweiht werden; die Bauarbeiten wurden jedoch erst vier Jahre später abgeschlossen. 